# MicroLeague Wrestling
MicroLeague Wrestling è un videogioco di tipo picchiaduro sul Wrestling professionistico, uscito nel 1987 su Amiga, Atari ST, Commodore 64 e PC, pubblicato da Micro League Multimedia Inc.. Esso è stato il primo videogioco a portare la licenza WWF.

## Modalità di gioco
Il gioco utilizza la strategia a turni, i giocatori scelgono una mossa dal proprio arsenale e l'avversario fa lo stesso e, a seconda della situazione, una mossa più avere successo ed infliggere molti danni. Ogni lottatore possiede una mossa (che provoca due punti danni), due mosse (che provocano quattro punti danni) e una mossa finale (che provoca sei punti danni e dopo di che è possibile schienare l'avversario). Ogni lottatore ha anche un'opzione di blocco, che se fatta con successo, eliminerà due dei punti danno della mossa dell'avversario. Inoltre, i lottatori buoni possono tentare una mossa speciale che consiste nel riunire la folla per guadagnare slancio e recuperare energia. Invece, i lottatori cattivi possono tentare di barare, ma si può correre il rischio di squalifica.

## Contenuto
Le mosse e le scene nei match del gioco sono accompagnate da immagini digitalizzate dei veri match specifici. Il floppy disk originale di MicroLeague Wrestling, uscito nel 1987, conteneva Hulk Hogan vs. Randy "Macho Man" Savage da un lato e dall'altro Hulk Hogan vs. "Mr. Wonderful" Paul Orndorff. Nel 1988, sono stati pubblicati due espansioni, sempre su floppy disk, conosciute con il nome di "WWF Superstar Series". La prima espansione conteneva Randy Savage vs. The Honky Tonk Man e "Hacksaw" Jim Duggan vs. Harley Race. La seconda espansione invece conteneva Hulk Hogan vs. "Million Dollar Man" Ted DiBiase e Jake "The Snake" Roberts vs. "Ravishing" Rick Rude.

## Commento tecnico
Prima dei match, "Mean Gene" Okerlund intervista i partecipanti e Howard Finkel annuncia i lottatori sul ring. Durante i match, il testo del commento è fornito da Vince McMahon, Jesse "The Body" Ventura e  Bruno Sammartino. L'espansione ha il testo del commento fornito da Vince McMahon e Gorilla Monsoon insieme a Bobby "The Brain" Heenan e Lord Alfred Hayes.